# Под пологом кровавых теней
«Под пологом кровавых теней» (англ. Red Shadows) — рассказ американского писателя Роберта Ирвина Говарда. Первая опубликованная история о Соломоне Кейне.

## Герои
- Соломон Кейн — англичанин-пуританин, бывший пират и солдат.
- Ле Лу — французский разбойник, убивший девушку, за которую мстит Соломон Кейн.
- Н’Лонга — старый колдун вуду, помогающий Кейну.

## Сюжет
На севере Франции Соломон Кейн обнаруживает раненную и изнасилованную девушку. Перед смертью она успевает сообщить Кейну имя своего убийцы: Ле Лу. Пуританин твердо решает отомстить разбойнику. Ему удается уничтожить всю банду Ле Лу, однако главарю удаётся сбежать. Долгие поиски приводят Соломона Кейна в самое сердце Африки, где Ле Лу стал советником туземного вождя. Чернокожие подручные француза захватывают в плен пуританина, но с помощью местного колдуна Н’Лонги Кейну удается сбежать и убить Ле Лу.